# Aleš Jan
Aleš Jan, slovenski radijski, gledališki in operni režiser, * 1943, Ljubljana.

## Priznanja in odlikovanja
Leta 1979 je prejel nagrado Prešernovega sklada »za radijske režije«. Leta 2010 je prejel še Župančičevo nagrado.
Bil je redni profesor za radijsko režijo na AGRFT v Ljubljani.
Leta 2019 so mu podelili naziv zaslužni profesor Univerze v Ljubljani.

## Monografija:
- Slišati sliko, videti zvok: Zgodovina radijske igre na Slovenskem (2018).